# .dj
.dj este un domeniu de internet de nivel superior, pentru Djibouti (ccTLD).